# Micrambe translata
Micrambe translata (лат.) — вид жуков рода Micrambe из семейства Скрытноеды (Cryptophagidae).

## Распространение
Палеарктика: Албания, Кавказ, Монголия.

## Описание
Мелкие жуки, длина тела 2,3—2,5 мм. Форма всех антенномеров удлинённая; 3-й антенномер такой же длины, как 2-й; форма 9-го антенномера округлая и слабо поперечная; переднеспинка слабо поперечная и более узкая в основании, чем надкрылья; небольшая пронотальная мозоль (≈ 1/7 боковой длины пронотума); боковые края от выступа до середины параллельны, затем сходятся к основанию; поверхность выступа слабо заметна сверху, образуя тупой угол назад. Гениталии: эдеагус апикально расширен; эндофаллическое отверстие видно; парамер треугольный и снабжён 2 или 3 длинными апикальными волосками длиной в 0,75 раз больше длины парамера. Тарсальная формула 5-5-4 у самцов и 5-5-5 у самок.

## Систематика
Вид был впервые описан в 1916 году французским энтомологом Antoine Henri Grouvelle (1843—1917) под названием Cryptophagus (Micrambe) translatus Grouvelle, 1916.